# Краснопьоров Олег Володимирович
Оле́г Володи́мирович Краснопьо́ров (нар. 25 липня 1980 року, Полтава УРСР) — український футболіст, півзахисник. Виступав за збірну України. Майстер спорту України.
За збірну України зіграв в 3 товариських матчах. Дебютував 19 листопада 2008 року вийшов на 58 хвилині у матчі зі збірною Норвегії.
В єврокубках провів 18 матчів.

## Досягнення
- Володар Кубка України: 2008/09